# Scorpius X-1
Scorpius X-1 (abreujat Sco X-1) és una binària de raigs X localitzada a la constel·lació d'Escorpió. Està situada a una distància de 3.000 pársecs (9.000 anys llum). A part del Sol, és la font de raigs X més brillant del nostre cel. La seva lluminositat és de 2.3×1031 W, unes 60.000 vegades la del Sol.
Va ser descoberta en 1962 per un equip sota la direcció de Riccardo Giacconi a Cambridge, Massachusetts, mitjançant un detector de raigs X a bord d'un coet sonda Aerobee. En aquells temps, no s'esperava que existiren fonts de raigs X brillants fora del nostre sistema solar i el detector va ser llançat amb el propòsit de detectar raigs X a la Lluna. En lloc d'això, el detector va descobrir Sco X-1, una font extremadament brillant i sense una correspondència aparent en el cel visible. La font va ser més tard associada a un estel blau molt feble anomenada V818 Scorpii.
El sistema està classificat com una binària de baixa massa emissora de raigs X. Està format per una estrella de neutrons d'unes 1.4 masses solars i una estrella companya de només 0.42 masses solars. Podria ser que les dues estrelles no hagin nascut juntes i el sistema s'hagi format per una trobada fortuïta dins el cúmul globular de què formen part.